# Дудник Олександр Микитович
Олекса́ндр Мики́тович Ду́дник (18.08.1918 — 9.05.2001) — український вчений-геолог, доцент та декан природничого факультету Черкаського педагогічного інституту.

## Біографія
Народився 18 серпня 1918 року в с. Мошни (нині — Черкаський район Черкаської області) у сім'ї селянина-бідняка. Протягом 1927—1937 рр. навчався в мошенській школі, по завершенню якої отримав атестат з відзнакою. Протягом 1937—1941 рр. здобував вищу освіту на природничому факультеті Черкаського педагогічного інституту та отримав диплом за кваліфікацією вчителя природознавства і хімії. Відразу після закінчення інституту, у червні 1941 року, пішов добровольцем у десантно-парашутний загін. Але невдовзі пройшовши шестимісячне навчання у Костромі у Військово-хімічній академії, став служити у військовій частині як фахівець хімічної служби. З січня 1942 року по серпень 1945 року перебував у лавах Радянської армії на різних посадах — від начальника хімічної служби полку, згодом — дивізії і до помічника начальника хімічного відділу Білорусько-Литовського військового округу. Закінчив війну у званні капітана.
З жовтні 1945 р. О. М. Дудника прийнято на роботу викладачем геології Черкаського педагогічного інституту. У серпні 1947 його призначають деканом природничого факультету. У вересні 1955 року отримує вчене звання доцента кафедри зоології. Працює на посаді декана природничого факультету до вересня 1987 року, тобто протягом 41 року. Протягом роботи в інституті викладав навчальний курс «Геологія», а згодом також «Дарвінізм». У 1998/1999 н.р. закінчив свою трудову діяльність в Черкаському державному університеті.
Відійшов у вічність у День Перемоги, 9 травня 2001 року. Похований у місті Черкаси.
Разом дружиною виховали трьох дітей — Валентину (н. 1942), Миколу (н. 1946) та Наталію (н. 1953).

## Наукова діяльність
8 грудня 1953 року захистив дисертацію в Київському державному університеті ім. Т. Г. Шевченка на здобуття наукового ступеня кандидата географічних наук за темою «Геоморфологія Правобережжя Дніпра від Ржищева до Кременчука».
Автор понад 50 наукових та методичних публікацій, більшість яких присвячені геоморфології, ерозії та охороні ґрунтів, екологічному вихованню.

## Нагороди та відзнаки
- Медаль «За перемогу над Німеччиною у Великій Вітчизняній війні 1941—1945 рр.»
- Медаль «За доблесну працю. В ознаменування 100-річчя з дня народження Володимира Ілліча Леніна»
- Значок «Відмінник народної освіти»
- Значок «Переможець соціалістичного змагання»
- Медаль «Ветеран праці»